# Le Traqué
Pour les articles homonymes, voir Traqué.
Pour plus de détails, voir Fiche technique et Distribution.
Le Traqué (titre anglais Gunman in the Streets) est un film français de Frank Tuttle (version anglaise) et Borys Lewin (version française) sur un scénario de Jacques Companéez, sorti en 1950.

## Synopsis
Le fourgon amenant le gangster Eddy Roback, en prison depuis un an, au palais de justice est attaqué. Évadé, mais traqué et blessé, il tente de fuir en Belgique avec l'aide de sa compagne Denise Vernon, qui elle-même fait appel à son nouvel ami Frank Clinton pour tenter de l'exfiltrer.

## Fiche technique
- Réalisation : Frank Tuttle (version anglaise) et Borys Lewin (version française)
- Scénario : Jacques Companéez
- Musique : Joe Hajos
- Dialogues : André Tabet
- Décors :  Paul Bertrand
- Directeur photo : Claude Renoir (non crédité), Eugen Schuftan
- Caméra : Henri Tiquet
- Assistant réalisateur : Rodolphe Marcilly
- Société de production : Films Sacha Gordine
- Producteur : Victor Pahlen
- Producteur associé : Sacha Gordine
- Langues : versions originales anglaise et française
- Genre : film dramatique
- Lieu de tournage : Paris
- Durée : 86 minutes (1 h 26)
- Date de sortie : 
  - France : 13 décembre 1950
- Affiche : René Péron (France)

## Distribution
- Dane Clark : Eddy Roback
- Simone Signoret : Denise Vernon
- Fernand Gravey : commissaire Dufresne (crédité Fernand Gravet)
- Robert Duke : Frank Clinton
- Michel André : Max Salva
- Fernand Rauzena : un agent
- Pierre Gay : Mercier
- Edmond Ardisson : Mattei
- Albert Dinan : Gaston
- Dominique Marcas
- Yves-Marie Maurin
- Teddy Bilis
- Manuel Gary
- Yvonne Dany
- Jean-Paul Moulinot
- Rodolphe Marcilly

## Accueil

### Box office
En France, Le Traqué totalise 1 357 218 entrées, résultat assez moyen dans la filmographie d'alors de Simone Signoret, loin du coup de maître de Dédée d'Anvers (3 077 036 entrées), d'Yves Allégret (1948), mais qui talonne pourtant sa participation à la fastueuse Ronde (1 515 974 entrées) de Max Ophüls (1950).

### Réception
Sur FilmAffinity, le film recueille une moyenne de 6,5/10 pour 63 notes.
Pour David Nusair, sur Reel Film Review en 2016 :